# Poliedru platonic
În spațiul tridimensional un poliedru platonic sau corp al lui Platon este un poliedru regulat, convex. Este construit din fețe congruente (identice ca formă și dimensiune), regulate (cu toate unghiurile și laturile egale), având același număr de fețe care se întâlnesc la fiecare vârf. Cinci poliedre îndeplinesc aceste criterii:
| Tetraedru             | Cub                   | Octaedru              | Dodecaedru            | Icosaedru             |
| Patru fețe            | Șase fețe             | Opt fețe              | Douăsprezece fețe     | Douăzeci de fețe      |
| (Animație) (Model 3D) | (Animație) (Model 3D) | (Animație) (Model 3D) | (Animație) (Model 3D) | (Animație) (Model 3D) |

Geometrii au studiat poliedrele platonice de mii de ani. Martin Gardner a scris o descriere de popularizare a celor cinci poliedre în decembrie 1958 în Scientific American reluată în „Cartea a doua” din Amuzamente matematice. Acestea sunt numite după filosoful grec antic Platon care a formulat ipoteze într-unul din dialogurile sale, Timaios, că elementele clasice sunt făcute din aceste poliedre regulate.

## Istoric

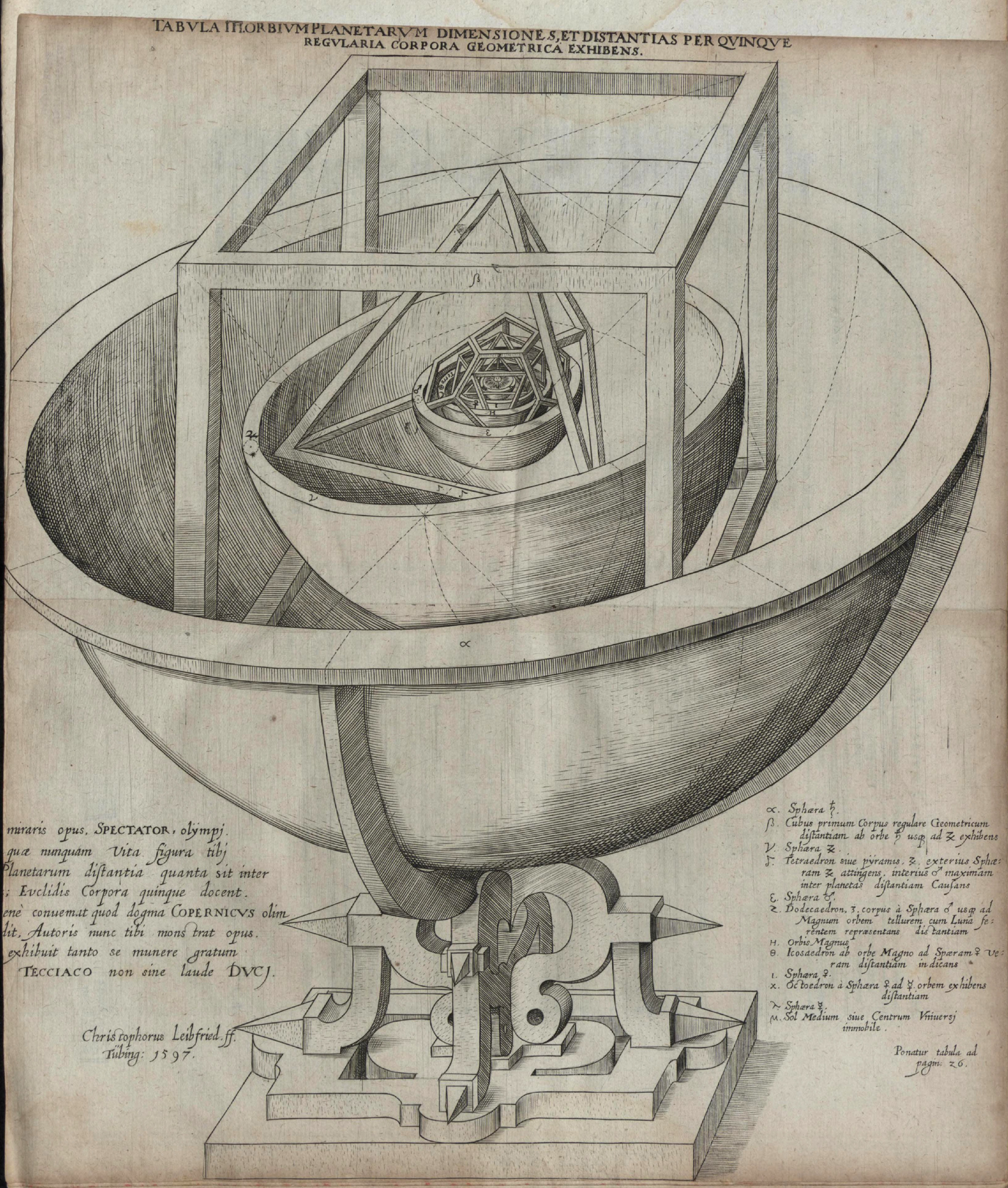
Modelul Sistemului solar din Mysterium Cosmographicum de Kepler, pe baza poliedrelor platonice

Poliedrele platonice sunt cunoscute încă din antichitate. S-a sugerat că anumite bile de piatră sculptate create de oamenii neoliticului târziu din Scoția reprezintă aceste forme, însă aceste bile sunt mai degrabă rotunde decât poliedrice, numărul de colțuri (ieșituri) diferă frecvent de numărul de vârfuri ale poliedrelor platonice, nu există nici o bilă ale cărei colțuri să se potrivească cu cele 20 de vârfuri ale dodecaedrului, iar dispunerea colțurilor nu a fost mereu simetrică.
Grecii antici au studiat poliedrele platonice pe larg. Unele surse (cum ar fi Proclus) atribuie lui Pitagora descoperirea lor. Alte dovezi sugerează că este posibil ca Pitagora să fi fost familiarizat doar cu tetraedrul, cubul și dodecaedrul și că descoperirea octaedrului și a icosaedrului a fost făcută de Theaetetus, un contemporan al lui Platon. În orice caz, Theaetetus a dat o descriere matematică a tuturor celor cinci și poate că a arătat că nu există alte poliedre regulate convexe.
Poliedrele platonice sunt larg dezbătute în filosofia lui Platon, eponimul lor. Platon a scris despre ele în dialogul Timaios c. 360 î.Hr. în care a asociat fiecare dintre cele patru elemente clasice (pământ, aer, apă și foc) cu un poliedru regulat. Pământul a fost asociat cu cubul, aerul cu octaedrul, apa cu icosaedrul și focul cu tetraedrul. Exista o justificare intuitivă pentru aceste asociații: căldura focului se simte ascuțită și înțepătoare (ca niște tetraedre mici). Aerul este format din octaedru; componentele sale minuscule sunt atât de netede încât abia se simte. Apa, icosaedrul, curge din mâna cuiva când este ridicată, ca și cum ar fi făcută din mici bile. Prin contrast, un poliedru foarte diferit de sferă, hexaedrul (cubul), reprezintă „pământul”. Aceste mici forme colțuroase (analogia pământului cu nisipul) se împrăștie atunci când sunt ridicate, spre deosebire de fluxul lin al apei. În plus, cubul este singurul poliedru regulat care umple spațiul euclidian, ca urmare se credea că provoacă soliditatea Pământului.
Despre cel de-al cincilea poliedru platonic, dodecaedrul, Platon a remarcat obscur „...zeul l-a folosit pentru a aranja constelațiile pe tot cerul”. Aristotel a adăugat un al cincilea element, eterul și a postulat că cerurile erau făcute din acest element, dar el nu avea vreun interes să-l potrivească cu al cincilea poliedru platonic. Wildberg discută despre corespondența din Timaios a poliedrelor platonice cu elementele, dar observă că această corespondență pare să fi fost uitată în Epinomis, pe care el îl numește „un mare pas spre teoria lui Aristotel” și subliniază că eterul lui Aristotel este mai presus de celelalte patru elemente, făcând corespondența mai puțin potrivită.
Euclid a descris matematic poliedrele platonice în Elementele, a cărei ultimă carte (Cartea a XIII-a) este dedicată proprietăților lor. Paragrafele 13–17 din Cartea a XIII-a descriu construcția tetraedrului, a octaedrului, cubului, icosaedrului și a dodecaedrului, în această ordine. Pentru fiecare poliedru Euclid găsește raportul dintre diametrul sferei circumscrise și lungimea muchiei. În paragraful al 18-lea el susține că nu mai există poliedre regulate convexe. Andreas Speiser a susținut opinia că construcția celor 5 poliedre regulate este scopul principal al sistemului deductiv canonizat în Elementele.  O mare parte din informațiile din Cartea a XIII-a provin probabil din opera lui Theaetetus.

În secolul al XVI-lea, astronomul german Johannes Kepler a încercat să lege cele cinci planete extraterestre cunoscute în vremea sa cu cele cinci poliedre platonice. În Mysterium Cosmographicum, publicat în 1596, Kepler a propus un model al sistemului solar în care cele cinci poliedre erau așezate unul în celălalt și separate printr-o serie de sfere înscrise și circumscrise. Kepler a afirmat că raporturile distanțelor dintre cele șase planete cunoscute în acel moment ar putea fi înțelese în termenii celor cinci poliedre platonice închise într-o sferă care reprezenta orbita lui Saturn. Cele șase sfere corespundeau fiecărei planete (Mercur, Venus, Pământ, Marte, Jupiter și Saturn). Poliedrele au fost ordonate, cel mai interior fiind octaedrul, urmat de icosaedru, dodecaedru, tetraedru și, în cele din urmă, cubul, dictând astfel structura sistemului solar și raporturile distanțelor dintre planete de către poliedrele platonice. În cele din urmă, ideea inițială a lui Kepler a trebuit abandonată, dar din cercetările sale au apărut cele trei legi ale mișcării pe orbite, dintre care prima a fost aceea că  orbitele planetelor sunt elipse, nu cercuri, schimbând cursul fizicii și al astronomiei. De asemenea, el a descoperit Poliedrele Kepler.

## Coordonate carteziene
Pentru poliedrele platonice cu centrul în originea axelor, coordonatele carteziene ale vârfurilor sunt date mai jos. Litera grecească φ este utilizată pentru a reprezenta secțiunea de auri 1+√5/2 ≈ 1,618034.
| Imagine           | Tetraedru                                     | Tetraedru                                     | Octaedru                         | Cub          | Icosaedru                           | Icosaedru                           | Dodecaedru                                             | Dodecaedru                                             |
| ----------------- | --------------------------------------------- | --------------------------------------------- | -------------------------------- | ------------ | ----------------------------------- | ----------------------------------- | ------------------------------------------------------ | ------------------------------------------------------ |
| Fețe              | 4                                             | 4                                             | 8                                | 6            | 20                                  | 20                                  | 12                                                     | 12                                                     |
| Vârfuri           | 4                                             | 4                                             | 6 (2 × 3)                        | 8            | 12 (4 × 3)                          | 12 (4 × 3)                          | 20 (8 + 4 × 3)                                         | 20 (8 + 4 × 3)                                         |
| Orientări         | 1                                             | 2                                             |                                  |              | 1                                   | 2                                   | 1                                                      | 2                                                      |
| Coodonate vârfuri | (1, 1, 1) (1, −1, −1) (−1, 1, −1) (−1, −1, 1) | (−1, −1, −1) (−1, 1, 1) (1, −1, 1) (1, 1, −1) | (±1, 0, 0) (0, ±1, 0) (0, 0, ±1) | (±1, ±1, ±1) | (0, ±1, ±φ) (±1, ±φ, 0) (±φ, 0, ±1) | (0, ±φ, ±1) (±φ, ±1, 0) (±1, 0, ±φ) | (±1, ±1, ±1) (0, ±1/φ, ±φ) (±1/φ, ±φ, 0) (±φ, 0, ±1/φ) | (±1, ±1, ±1) (0, ±φ, ±1/φ) (±φ, ±1/φ, 0) (±1/φ, 0, ±φ) |
| Imagine           |                                               |                                               |                                  |              |                                     |                                     |                                                        |                                                        |

Coordonatele pentru tetraedru, dodecaedru și icosaedru sunt date pentru două orientări, fiecare conținând + sau − din semn și permutarea poziției coordonatelor.
Aceste coordonate dezvăluie anumite relații între poliedrele platonice: vârfurile tetraedrului reprezintă jumătate din cele ale cubului, ca {4,3} sau , unul din cele două seturi de 4 vârfuri în poziții duale, ca h{4,3} sau . Ambele poziții tetraedrice fac compusul octaedru stelat.
Coordonatele icosaedrului sunt legate de două seturi alternate de coordonate ale unui octaedru trunchiat neuniform, t{3,4} sau , numit și icosaedru snub, ca s{3,4} sau  și văzut drept compus de două icosaedre.
Opt dintre vârfurile dodecaedrului sunt comune cu ale cubului. Completarea tuturor orientărilor duce la compus de cinci cuburi.

## Proprietăți combinatorice
Un poliedru convex este un poliedru platonic dacă și numai dacă
1. toate fețele sale sunt poligoane regulate convexe congruente,
2. niciuna dintre fețe nu se intersectează cu alta cu excepția muchilor și
3. într-un vârf se întâlnesc același număr de fețe.

Fiecare poliedru platonic poate fi notat cu un simbol {p, q}, unde
p este numărul de muchii (sau, echivalent, vârfuri) ale fiecărei fețe, iar
q este numărul fețelor (sau, echivalent, muchiilor) care se întâlnesc în fiecare vârf.
Simbolul {p, q}, numit simbol Schläfli, dă o descriere combinatorică a poliedrului. Simbolurile Schläfli ale celor cinci poliedre platonice sunt prezentate în tabelul următor.
| Poliedru   | Poliedru       | Vârfuri | Muchii | Fețe | Simbol Schläfli | Configurația vârfului |
| ---------- | -------------- | ------- | ------ | ---- | --------------- | --------------------- |
| tetraedru  | Tetraedru      | 4       | 6      | 4    | {3, 3}          | 3.3.3                 |
| cub        | Hexaedru (cub) | 8       | 12     | 6    | {4, 3}          | 4.4.4                 |
| octaedru   | Octaedru       | 6       | 12     | 8    | {3, 4}          | 3.3.3.3               |
| Dodecaedru | Dodecaedru     | 20      | 30     | 12   | {5, 3}          | 5.5.5                 |
| Icosaedru  | Icosaedru      | 12      | 30     | 20   | {3, 5}          | 3.3.3.3.3             |

Toate celelalte informații combinatorice despre aceste poliedre, cum ar fi numărul total de vârfuri (V), laturi (muchii) (M) și fețe (F), pot fi determinate din p și q. Deoarece orice muchie unește două vârfuri și are două fețe adiacente trebuie să existe:
{\displaystyle pF=2M=qV.\,}
Cealaltă relație dintre aceste valori este dată de formula lui Euler:
{\displaystyle V-M+F=2\,}.
Acest lucru poate fi demonstrat în mai multe feluri. Împreună, aceste trei relații determină complet V, M și F:
{\displaystyle V={\frac {4p}{4-(p-2)(q-2)}},\quad M={\frac {2pq}{4-(p-2)(q-2)}},\quad F={\frac {4q}{4-(p-2)(q-2)}}.}
Interschimbarea p și q schimbă F și V în timp ce lasă M neschimbat. Pentru o interpretare geometrică a acestei proprietăți v. § Poliedre duale mai jos.

### Configurație
Elementele unui poliedru pot fi plasate într-o matrice a configurației. Liniile și coloanele corespund vârfurilor, muchiilor și fețelor. Termenii de pe diagonala principală spun câte din fiecare element apar în întregul poliedru. Celelalte numere spun câte elemente ale coloanei apar în sau la elementul liniei. Perechile duale de poliedre au matricele configurației rotite la 180° una față de cealaltă.
|   | v    | m   | f    |
| - | ---- | --- | ---- |
| v | g/2q | q   | q    |
| m | 2    | g/4 | 2    |
| f | p    | p   | g/2p |

| 4 | 3 | 3 |
| 2 | 6 | 2 |
| 3 | 3 | 4 |

| 6 | 4  | 4 |
| 2 | 12 | 2 |
| 3 | 3  | 8 |

| 8 | 3  | 3 |
| 2 | 12 | 2 |
| 4 | 4  | 6 |

| 12 | 5  | 5  |
| 2  | 30 | 2  |
| 3  | 3  | 20 |

| 20 | 3  | 3  |
| 2  | 30 | 2  |
| 5  | 5  | 12 |

## Clasificare
Rezultatul clasic este că există doar cinci poliedre regulate convexe. Două demonstrații simple de mai jos demonstrează că nu pot exista mai mult de cinci poliedre platonice, dar demonstrarea existenței unui anumit poliedru este o altă chestiune.

### Demonstrația geometrică
| {3,3} Deficit 180° | {3,4} Deficit 120° | {3,5} Deficit 60° | {3,6} Deficit 0° |
| {4,3} Deficit 90° | {4,4} Deficit 0°   | {5,3} Deficit 36° | {6,3} Deficit 0° |
| Un vârf are nevoie de cel puțin 3 fețe și un deficit unghiular. Un deficit unghiular de 0° va umple planul euclidian cu o pavare regulată. Prin Teorema lui Descartes, numărul de vârfuri este de 720°/deficit. |                    |                   |                  |

Următoarea demonstrație geometrică este similară cu cea dată de Euclid în Elementele:
1. Fiecare vârf al poliedrului trebuie să fie un vârf pentru cel puțin trei fețe.
2. În fiecare vârf al poliedrului, la fețele adiacente totalul unghiurilor dintre laturile lor adiacente trebuie să fie mai mic de 360°. Suma mai mică de 360° denotă existența deficitului unghiular.
3. La toate vârfurile unghiurile tuturor fețelor unui poliedru platonic sunt identice: fiecare vârf al fiecărei fețe trebuie să contribuie cu mai puțin de 360°/3 = 120°.
4. Poligoanele regulate cu șase sau mai multe laturi au doar unghiuri de 120° sau mai mult, deci poliedrul se poate forma doar din fețe triunghiulare, pătrate sau pentagonale. Pentru fiecare din aceste forme există următoarele:
  - Fețele triunghiulare: Fiecare vârf al unui triunghi echilateral are 60°, deci o formă poate avea 3, 4 sau 5 triunghiuri care se întâlnesc la un vârf; acestea sunt tetraedrul, octaedrul și respectiv icosaedrul regulat.
  - Fețele pătrate: Fiecare vârf al unui pătrat are 90°, deci singura posibilitate este ca într-un vârf să se întâlnească trei fețe, care formează cubul.
  - Fețele pentagonale: Fiecare vârf al unui pentagon regulat are 108°, deci singura posibilitate este ca într-un vârf să se întâlnească trei fețe, care formează dodecaedrul regulat.

În total, se pot forma doar 5 poliedre platonice.

### Demonstrația topologică
O demonstrație pur topologică poate fi făcută folosind doar informații combinatorice despre poliedre. Cheia este observația lui Euler că {\displaystyle V-M+F=2\,}și faptul că {\displaystyle pF=2M=qV\,}, unde p reprezintă numărul de laturi ale fiecărei fețe și q numărul a muchiilor care se întâlnesc în fiecare vârf. Combinând aceste relații se obține ecuația
{\displaystyle {\frac {2M}{q}}-M+{\frac {2M}{p}}=2\,}.
O transformare algebrică simplă dă
{\displaystyle {1 \over q}+{1 \over p}={1 \over 2}+{1 \over M}\,}.
Deoarece M este strict pozitiv, trebuie să fie
{\displaystyle {\frac {1}{q}}+{\frac {1}{p}}>{\frac {1}{2}}\,}.
Știind că p și q trebuie să fie fiecare cel puțin 3, se poate vedea că există doar 5 posibilități pentru {p, q}:
{3, 3}, {4, 3}, {3, 4}, {5, 3}, {3, 5}.

## Proprietăți geometrice

### Unghiuri
Există un număr de unghiuri asociate cu fiecare poliedru platonic. Unghiul diedru este unghiul interior dintre oricare două plane ale fețelor. Unghiul diedru, θ, al poliedrului {p,q} este dat de formula
{\displaystyle \sin {\theta  \over 2}={\frac {\cos \left({\frac {\pi }{q}}\right)}{\sin \left({\frac {\pi }{p}}\right)}}}.
Uneori este mai convenabil să fie exprimate prin tangentă
{\displaystyle \tan {\theta  \over 2}={\frac {\cos \left({\frac {\pi }{q}}\right)}{\sin \left({\frac {\pi }{h}}\right)}}}.
Cantitatea h (numită element Coxeter) este 4, 6, 6, 10 și 10 pentru tetraedru, cub, octaedru, dodecaedru și respectiv icosaedru.
Deficitul unghiular la vârful unui poliedru este diferența dintre suma unghiurilor de față la acel vârf și 2π. Deficitul, δ, la orice vârf al poliedrelor platonice {p,q} este
{\displaystyle \delta =2\pi -q\pi \left(1-{2 \over p}\right).}
Conform unei teoreme a lui Descartes, aceasta este egală cu 4π împărțit la numărul de vârfuri (adică defectul total la toate vârfurile este 4π).
Analogul tridimensional al unui unghi plan este un unghi solid. Unghiul solid Ω la vârful unui poliedru platonic este dat în termeni de unghi diedru de
{\displaystyle \Omega =q\theta -(q-2)\pi \,}.
Acest lucru rezultă din formula excesului sferic al unui poligon sferic și din faptul că figura vârfului poliedrului {p,q} este un q-gon regulat.
Unghiul solid sub care o față este văzută din centrul unui poliedru platonic este egal cu unghiul solid al unei sfere complete (4 steradiani) împărțit la numărul de fețe. Aceasta este egal cu deficitul unghiular al dualului său.
Diferitele unghiuri asociate cu poliedrele platonice sunt tabelate mai jos. Valorile numerice ale unghiurilor solide sunt date în steradiani. Constanta φ = 1 + √ 5/2 este secțiunea de aur.
| Poliedru   | Unghi diedru (θ) | tan θ/2                             | Deficit (δ)                     | Unghi solid la vârf (Ω)                                                          | Unghi solid al feței         |
| ---------- | ---------------- | ----------------------------------- | ------------------------------- | -------------------------------------------------------------------------------- | ---------------------------- |
| tetraedru  | 70,53°           | {\displaystyle 1 \over {\sqrt {2}}} | {\displaystyle \pi }            | {\displaystyle \cos ^{-1}\left({\frac {23}{27}}\right)\quad \approx 0,551286}    | {\displaystyle \pi }         |
| cub        | 90°              | {\displaystyle 1}                   | {\displaystyle \pi \over 2}     | {\displaystyle {\frac {\pi }{2}}\quad \approx 1,57080}                           | {\displaystyle 2\pi \over 3} |
| octaedru   | 109,47°          | {\displaystyle {\sqrt {2}}}         | {\displaystyle {2\pi } \over 3} | {\displaystyle 4\sin ^{-1}\left({1 \over 3}\right)\quad \approx 1,35935}         | {\displaystyle \pi \over 2}  |
| dodecaedru | 116,57°          | {\displaystyle \varphi }            | {\displaystyle \pi \over 5}     | {\displaystyle \pi -\tan ^{-1}\left({\frac {2}{11}}\right)\quad \approx 2,96174} | {\displaystyle \pi \over 3}  |
| Icosaedru  | 138,19°          | {\displaystyle \varphi ^{2}}        | {\displaystyle \pi \over 3}     | {\displaystyle 2\pi -5\sin ^{-1}\left({2 \over 3}\right)\quad \approx 2,63455}   | {\displaystyle \pi \over 5}  |

### Raze, arii și volume
O altă proprietate poliedrelor platonice este că posedă toate trei sfere concentrice:
- sfera circumscrisă, care trece prin toate vârfurile,
- sfera mediană, care este tangentă la toate muchiile în mijlocul lor, și
- sfera înscrisă care este tangentă la toate fețele în mijlocul lor.

Raza sferei circumscrise (R), respectiv a celei înscrise (r) sunt date în funcție de lungimea muchiei a de relațiile
{\displaystyle R=\left({a \over 2}\right)\tan {\frac {\pi }{q}}\tan {\frac {\theta }{2}}}
{\displaystyle r=\left({a \over 2}\right)\cot {\frac {\pi }{p}}\tan {\frac {\theta }{2}}}
unde θ is unghiul diedru. Raza sferei mediane ρ este dată de
{\displaystyle \rho =\left({a \over 2}\right){\frac {\cos \left({\frac {\pi }{p}}\right)}{\sin \left({\frac {\pi }{h}}\right)}}}
unde h este cantitatea definită mai sus la unghiul diedru (h = 4, 6, 6, 10 și 10). Raportul dintre razele sferei circumscrise și înscrise este în funcție de p și q:
{\displaystyle {R \over r}=\tan {\frac {\pi }{p}}\tan {\frac {\pi }{q}}={\frac {\sqrt {{\sin ^{-2}{\left({\frac {\theta }{2}}\right)}}-{\cos ^{2}{\left({\frac {\alpha }{2}}\right)}}}}{\sin {\left({\frac {\alpha }{2}}\right)}}}.}
Aria suprafeței, A, a unui poliedru platonic {p, q} se calculează ușor din aria feței p-gonale regulate înmulțită cu numărul fețelor F. Aceasta este:
{\displaystyle A=\left({a \over 2}\right)^{2}Fp\cot {\frac {\pi }{p}}.}
Volumul se calculează ca de F ori volumul piramidei care are baza fața p-gonală regulată și înălțimea raza sferei înscrise, r. Acesta este:
{\displaystyle V={\tfrac {1}{3}}rAF.}
În tabelul următor sunt prezentate diferitele raze ale poliedrelor platonice împreună cu aria și volumul lor. Dimensiunea totală este calculată considerând lungimea muchiei, a, egală cu 2.
| Poliedru (a = 2) | Raza sferei înscrise (r)                          | Raza sferei mediane (ρ)             | Raza sferei circumscrise (R)          | Aria suprafeței (A)                          | Volumul (V)                                                         | Volumul (laturi egale cu unitatea) |
| ---------------- | ------------------------------------------------- | ----------------------------------- | ------------------------------------- | -------------------------------------------- | ------------------------------------------------------------------- | ---------------------------------- |
| tetraedru        | {\displaystyle 1 \over {\sqrt {6}}}               | {\displaystyle 1 \over {\sqrt {2}}} | {\displaystyle {\sqrt {3 \over 2}}}   | {\displaystyle 4{\sqrt {3}}}                 | {\displaystyle {\frac {\sqrt {8}}{3}}\approx 0,942809}              | {\displaystyle \approx 0,117851}   |
| cub              | {\displaystyle 1\,}                               | {\displaystyle {\sqrt {2}}}         | {\displaystyle {\sqrt {3}}}           | {\displaystyle 24\,}                         | {\displaystyle 8\,}                                                 | {\displaystyle 1\,}                |
| octaedru         | {\displaystyle {\sqrt {2 \over 3}}}               | {\displaystyle 1\,}                 | {\displaystyle {\sqrt {2}}}           | {\displaystyle 8{\sqrt {3}}}                 | {\displaystyle {\frac {\sqrt {128}}{3}}\approx 3,771236}            | {\displaystyle \approx 0,471404}   |
| dodecaedru       | {\displaystyle {\frac {\varphi ^{2}}{\xi }}}      | {\displaystyle \varphi ^{2}}        | {\displaystyle {\sqrt {3}}\,\varphi } | {\displaystyle 12{\sqrt {25+10{\sqrt {5}}}}} | {\displaystyle {\frac {20\varphi ^{3}}{\xi ^{2}}}\approx 61,304952} | {\displaystyle \approx 7,663119}   |
| icosaedru        | {\displaystyle {\frac {\varphi ^{2}}{\sqrt {3}}}} | {\displaystyle \varphi }            | {\displaystyle \xi \varphi }          | {\displaystyle 20{\sqrt {3}}}                | {\displaystyle {\frac {20\varphi ^{2}}{3}}\approx 17,453560}        | {\displaystyle \approx 2,181695}   |

Constantele φ și ξ de mai sus sunt date de
{\displaystyle \varphi =2\cos {\pi  \over 5}={\frac {1+{\sqrt {5}}}{2}}\qquad \xi =2\sin {\pi  \over 5}={\sqrt {\frac {5-{\sqrt {5}}}{2}}}=5^{\frac {1}{4}}\varphi ^{-{\frac {1}{2}}}}.
Dintre poliedrele platonice, fie dodecaedrul, fie icosaedrul pot fi văzute ca cea mai bună aproximare a sferei. Icosaedrul, care are cel mai mare număr de fețe și cel mai mare unghi diedru, își cuprinde sfera înscrisă cel mai strâns, iar raportul dintre suprafață și volum este cel mai apropiat de cel al unei sfere de aceeași dimensiune (adică fie cu aceeași suprafață, fie cu același volum). Pe de altă parte, dodecaedrul are cel mai mic deficit unghiular, cel mai mare unghi solid al vârfului și își umple cel mai bine sfera circumscrisă.

## Simetrie

### Poliedre duale
Fiecare poliedru are un poliedru dual (sau polar) fețele unuia corespunzând vârfurilor celuilalt. Dualul fiecărui poliedru platonic este un alt poliedru platonic, astfel că cele cinci poliedre platonice se pot grupa în perechi duale.
- Tetraedrul este autodual (adică dualul său este un alt tetraedru).
- Cubul și octaedrul formează o pereche duală.
- Dodecaedrul și icosaedrul formează o pereche duală.

Dacă un poliedru are simbolul Schläfli {p, q}, atunci dualul său are simbolul {q, p}. Fiecare proprietate combinatorică a unui poliedru platonic poate fi interpretată ca o altă proprietate combinatorică a dualului.
Se poate construi poliedrul dual plasând vârfurile dualului în centrele fețelor poliedrului inițial. Conectarea centrelor fețelor adiacente în poliedrul inițial formează muchiile dualului și astfel se interschimbă numerele fețelor și al vârfurilor menținând în același timp numărul de muchii.
Mai general, se poate dualiza un poliedru platonic în raport cu o sferă de rază "d" concentrică cu poliedrul. Razele (R, ρ, r) ale unui poliedru și cele ale dualului său (R*, ρ*, r*)  sunt legate prin relația
{\displaystyle d^{2}=R^{\ast }r=r^{\ast }R=\rho ^{\ast }\rho .}
Dualizarea în funcție de sfera mediană (d = ρ) este adesea convenabilă deoarece sfera mediană este aceeași la ambele poliedre. Luând d2 = Rr se obține un poliedru dual cu aceleași sfere circumscrisă și înscrisă (adică R* = R și  r* = r).

### Grupuri de simetrie
În matematică conceptul de simetrie este studiat pe baza noțiunii de grup. Fiecare poliedru are asociat un grup de simetrie, care este ansamblul tuturor transformărilor (izometriilor euclidiene) care lasă poliedrul invariant. Ordinul grupului de simetrie este numărul de simetrii ale poliedrului. De multe ori se face distincția între grupul de simetrie complet, care include reflexiile și grupul propriu de simetrie, care include numai rotațiile.
Grupurile de simetrie ale poliedrelor platonice sunt o clasă specială de grupuri de puncte în trei dimensiuni cunoscute sub numele de grupuri poliedrice. Gradul ridicat de simetrie al poliedrelor platonice poate fi interpretat în mai multe moduri. Cel mai important, vârfurile fiecărui poliedru sunt toate echivalente față de acțiunea grupului de simetrie, la fel ca muchiile și fețele. Se spune că acțiunea grupului de simetrie este tranzitivă pe vârfuri, muchii și fețe. De fapt, acesta este un alt mod de a defini regularitatea unui poliedru: un poliedru este regulat dacă și numai dacă este uniform pe vârfuri, muchii și fețe.
Există doar trei grupuri de simetrie asociate cu poliedrele platonice deoarece grupul de simetrie al oricărui poliedru coincide cu cel al dualului său. Acest lucru este ușor de văzut examinând construcția poliedrului dual. Orice simetrie a unui poliedru trebuie să fie o simetrie a dualului și invers. Cele trei grupuri poliedrice sunt:
- grupul tetraedric T (care este și grupul de simetrie al tetraedrului),
- grupul octaedric O (care este și grupul de simetrie al cubului) și
- grupul icosaedric I (care este și grupul de simetrie al dodecaedrului).

Ordinele grupurilor proprii (de rotație) sunt 12, 24 și respectiv 60 — exact de două ori numărul de muchii din poliedrele respective. Ordinele grupurilor de simetrie completă sunt din nou de două ori mai mari (24, 48 și 120). Deducerea acestora se găsește în lucrarea lui Coxeter. Toate poliedrele platonice, cu excepția tetraedrului, sunt cu simetrie centrală, adică se conservă în urma reflexiei față de origine.
Următorul tabel prezintă diferitele proprietăți de simetrie ale poliedrelor platonice. Grupurile de simetrie enumerate sunt grupurile complete cu subgrupurile de rotație date între paranteze (la fel pentru numărul de simetrii). Construcția Wythoff este o metodă pentru construirea poliedrelor direct din grupurile lor de simetrie. Acestea sunt menționate ca referințe la simbolul lui Wythoff pentru fiecare dintre poliedrele platonice.
| Poliedru   | Simbol Schläfli | Simbol Wythoff | Poliedru dual | Grup de simetrie (reflexie, rotație) | Grup de simetrie (reflexie, rotație) | Grup de simetrie (reflexie, rotație) | Grup de simetrie (reflexie, rotație) | Grup de simetrie (reflexie, rotație) |
| Poliedru   | Simbol Schläfli | Simbol Wythoff | Poliedru dual | Poliedric                            | Sch.                                 | Cox.                                 | Orb.                                 | Ordin                                |
| ---------- | --------------- | -------------- | ------------- | ------------------------------------ | ------------------------------------ | ------------------------------------ | ------------------------------------ | ------------------------------------ |
| tetraedru  | {3, 3}          | 2 3            | tetraedru     | Tetraedrică                          | Td T                                 | [3,3] +                              | *332 332                             | 24 12                                |
| cub        | {4, 3}          | 2 4            | octaedru      | Octaedrică                           | Oh O                                 | [4,3] +                              | *432 432                             | 48 24                                |
| octaedru   | {3, 4}          | 2 3            | cub           | Octaedrică                           | Oh O                                 | [4,3] +                              | *432 432                             | 48 24                                |
| dodecaedru | {5, 3}          | 2 5            | icosaedru     | Icosaedrică                          | Ih I                                 | [5,3] +                              | *532 532                             | 120 60                               |
| icosaedru  | {3, 5}          | 2 3            | dodecaedru    | Icosaedrică                          | Ih I                                 | [5,3] +                              | *532 532                             | 120 60                               |

### În dimensiuni superioare
În mai mult de trei dimensiuni poliedrele se generalizează ca politopuri, cele regulate convexe fiind echivalentele poliedrelor tridimensionale platonice.
La mijlocul secolului al XIX-lea, matematicianul elvețian Ludwig Schläfli a descoperit analoagele în patru dimensiuni ale poliedrelor platonice, numite 4-politopuri regulate convexe. Există șase astfel de politopuri; cinci sunt analoagele poliedrelor platonice 5-celule ({3,3,3}), 16-celule ({3,3,4}), 600-celule ({3,3,5}), tesseract ({4,3,3}) și 120-celule ({5,3,3}), precum și un al șaselea, autodualul 24-celule ({3,4,3}).
În toate dimensiunile mai mari de patru există doar trei politopuri regulate convexe: simplexul ({3,3, ... , 3}), hipercubul ({4,3, ... ,3}) și ortoplexul ({3,3, ... , 4}). În trei dimensiuni acestea coincid cu tetraedrul ({3,3}), cubul ({4,3}) și octaedrul ({3,4}).